# Alvaro Caminha
Alvaro de Caminha, mort le 28 avril 1499 à São Tomé, est un conquistador et explorateur portugais.

## Biographie
Chevalier de la maison royale du Portugal, le roi Jean II de Portugal lui confie en 1492 le gouvernement de l'île de São Tomé et sa colonisation le 29 juillet 1493 jusqu'à sa mort.